# Queen's Hall (Édimbourg)
Le Queen's Hall est une salle de musique d'une capacité de 900 personnes, située sur Clerk Street à Édimbourg, en Écosse. Construite à l'origine en 1823 sous le nom de Hope Park Chapel, elle a été convertie dans son rôle actuel en 1979 et a été officiellement inaugurée par la reine Elisabeth II le 6 juillet 1979. 
Il accueille désormais tous les types de musique live et présente environ 200 représentations chaque année. C'est le lieu de représentation d'Édimbourg toute l'année du Scottish Chamber Orchestra et joue également un rôle important pour le Festival international d'Édimbourg, le Festival Fringe d'Édimbourg et le Festival de jazz et de blues d'Édimbourg. 

## Histoire

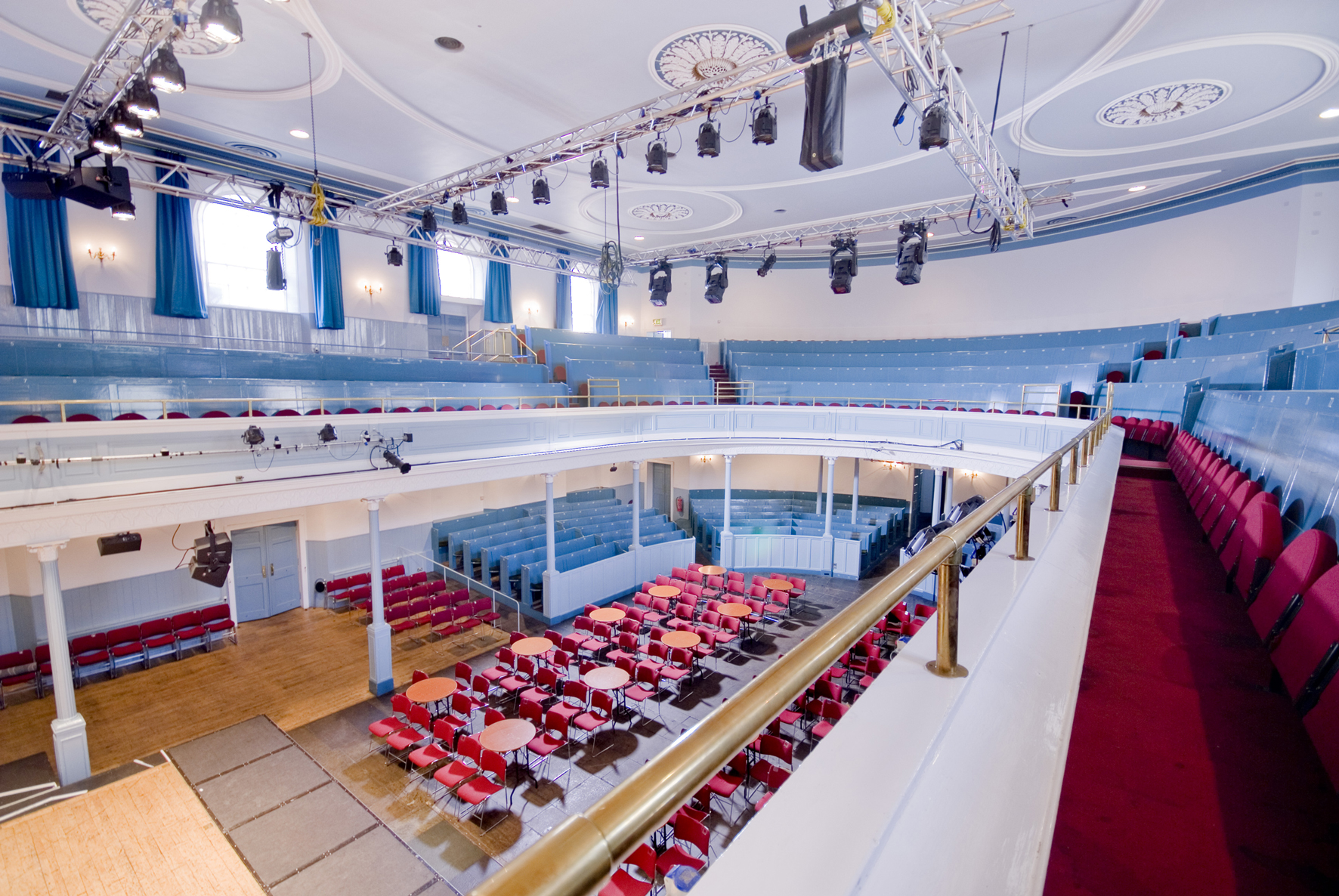
L'intérieur de l'auditorium du Queen's Hall, Édimbourg.

### 1822-1873
L'architecte d'Edimbourg Robert Brown (mort en 1832) a été nommé pour concevoir l'église de St Cuthbert, en tant que responsable de l'aménagement d'une partie de l'extension urbaine d'Édimbourg et de la conception de bâtiments tels que le développement de Easter Coates, notamment Melville Street, Coates Crescent et Manor Place. Le coût initial du bâtiment était de 6 111 livres, et en 1834, il fut rebaptisé église paroissiale de Newington. L'orgue Forster et Andrews a été installé en 1873 et n'était que le deuxième orgue introduit dans une église établie à Édimbourg. 

### 1977-présent
La fermeture de l'église en 1976 a coïncidé avec une recherche par le Scottish Baroque Ensemble (maintenant le Scottish Ensemble), les Scottish Philharmonic Singers et le Scottish Chamber Orchestra pour trouver des locaux de représentation et de répétition. Un appel a été lancé en 1977. L'architecte était Larry Rolland de Robert Hurd and Partners, et l'entrepreneur principal était Melville, Dundas et Whitson. Le coût total s'élevait à 850 000 livres et le Queen's Hall fut officiellement inauguré le 6 juillet 1979. 
Le développement s'est poursuivi en 1982 avec l'ouverture de la Canada Room (maintenant appelée la salle Tunnell, en l'honneur de John Tunnell, l'ancien chef du Scottish Chamber Orchestra). En 1991, un nouveau niveau en mezzanine — appelé la salle Hope Scott — a été créé au-dessus du bar. La salle a été encore améliorée en 1996 avec l'installation de l'ascenseur pour piano, la rénovation des bancs, l'éclairage et la moquette pour un coût de 700 000 livres. 
En juin 2017, une stratégie de rénovation de trois ans visant à repositionner le Hall et la marque pour assurer son succès financier et artistique futur sous la direction du nouveau PDG Evan Henderson a été annoncée. 

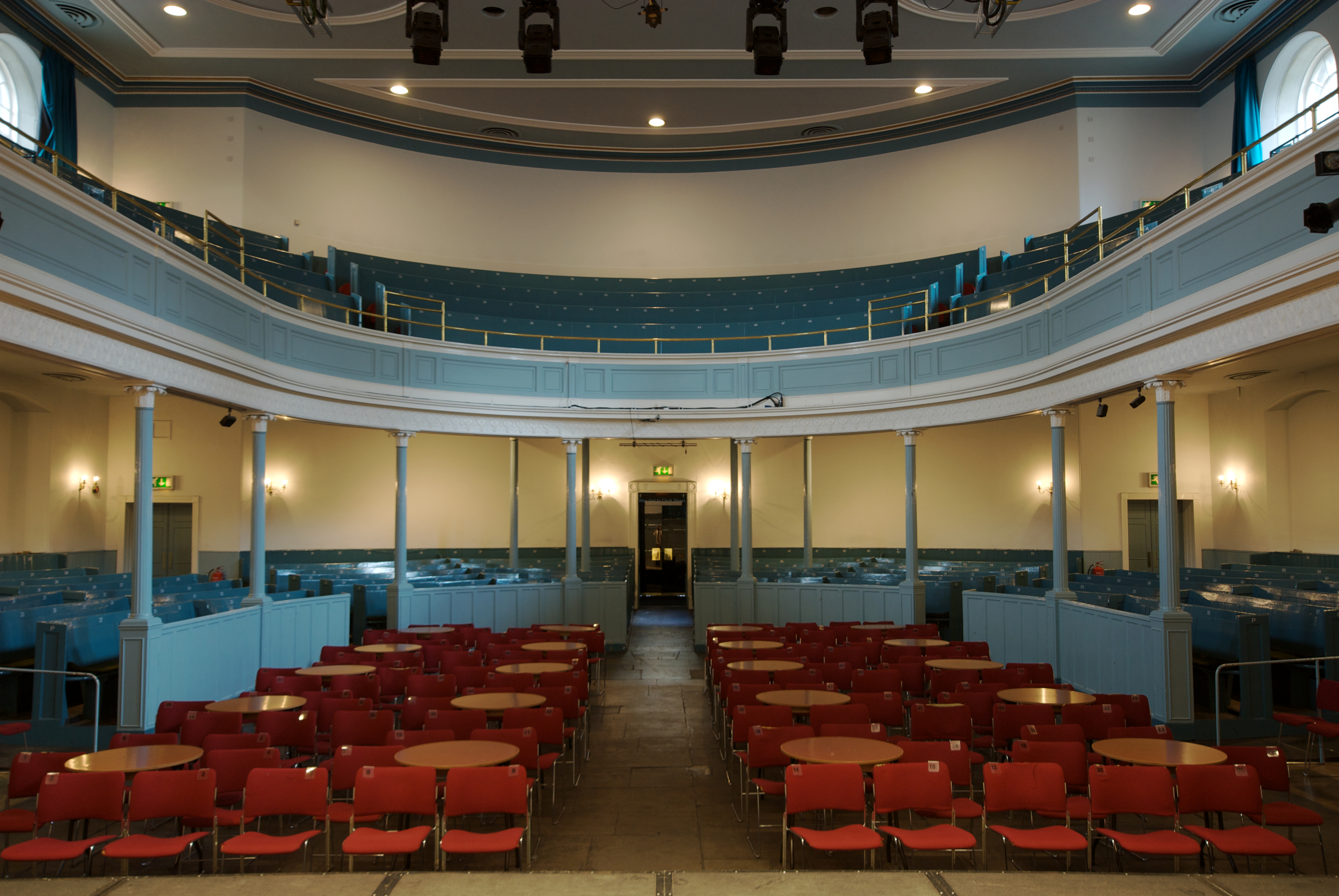
La vue depuis la scène à l'intérieur du Queen's Hall, Édimbourg.

## Agencements et installations
L'horloge de la tour de l'horloge a été payée par souscription en 1827 et son fonctionnement d'origine a été remplacé en 1883.  
La chaire a été enlevée et entreposée par l'Église d'Écosse jusqu'à ce qu'elle soit offerte et installée à l'église St Giles d'Elgin en 1981. 